# Openbaar Ministerie
Het Openbaar Ministerie, vaak afgekort tot OM en ook wel parket genoemd, is een instantie die belast is met de handhaving van de rechtsorde in een land. Het is geen ministerie. Het is onderdeel van de rechterlijke macht.
Op strafgebied betekent dit het opsporen van misdrijven en de vervolging ervan. Het onderzoekt klachten en processen-verbaal en zorgt voor de uitvoering van de straffen. In burgerlijke zaken kan het Openbaar Ministerie – op eigen initiatief, maar soms ook verplicht of op verzoek van de rechter – advies geven over bepaalde fundamentele rechten. In sommige gevallen zal het Openbaar Ministerie opkomen voor handelingsonbekwamen en kan het zelf ook bepaalde burgerlijke vorderingen stellen. Traditioneel is het Openbaar Ministerie de hoogste hoeder van de openbare orde.
Het Openbaar Ministerie wordt ook wel de staande magistratuur genoemd. Dit in tegenstelling tot de zittende magistratuur (de rechters).

## Parket
De benaming parket wordt gebruikt voor een bureau van het Openbaar Ministerie dat bij een bepaalde rechterlijke instantie, bijvoorbeeld een bepaalde rechtbank, behoort. Er zijn parketten op regionaal, ressorts- en landelijk niveau.
Het woord parket is ontleend aan het Franse parquet, het verkleinwoord van parc, wat hier 'kleine, afgeperkte ruimte' betekent. Het gebruik van dit woord voor de bescheiden ruimte die gereserveerd werd voor het openbaar gezag is tot 1366 te herleiden. In de metonymische betekenis Openbaar Ministerie werd het in het Nederlands al in 1599 gebruikt.